# 動物の国
『動物の国』（どうぶつのくに）は、1953年4月28日から1959年2月25日までNHKテレビジョン（現・NHK総合テレビジョン）で放送されていた小学校中学年向けの学校放送（教科：理科）である。1959年1月14日からはNHK教育テレビジョンでも放送されていた。出演者は林寿郎。

## 放送時間
いずれも日本標準時。この番組は不定期放送で、同じ時間帯に放送されていた別の不定期番組と交互に放送という形を取っていた。
| 期間                           | 放送時間                               |
| ------------------------------ | -------------------------------------- |
| 1953年4月28日 - 1954年5月4日   | 火曜日 13:00 - 13:15                   |
| 1954年6月29日 - 1955年3月8日   | 火曜日 13:00 - 13:20 放送枠が5分拡大。 |
| 1955年4月12日 - 1956年2月21日  | 火曜日 11:35 - 11:55                   |
| 1956年4月11日 - 1956年12月19日 | 水曜日 11:30 - 11:50                   |
| 1957年1月26日 - 1957年7月6日   | 土曜日 11:30 - 11:50                   |
| 1957年9月20日 - 1958年2月28日  | 金曜日 11:30 - 11:50                   |
| 1958年4月23日 - 1959年2月25日  | 水曜日 11:35 - 11:55                   |